# Utricularia subulata
Utricularia subulata är en tätörtsväxtart som beskrevs av Carl von Linné. Utricularia subulata ingår i släktet bläddror, och familjen tätörtsväxter. Inga underarter finns listade i Catalogue of Life.

## Bildgalleri

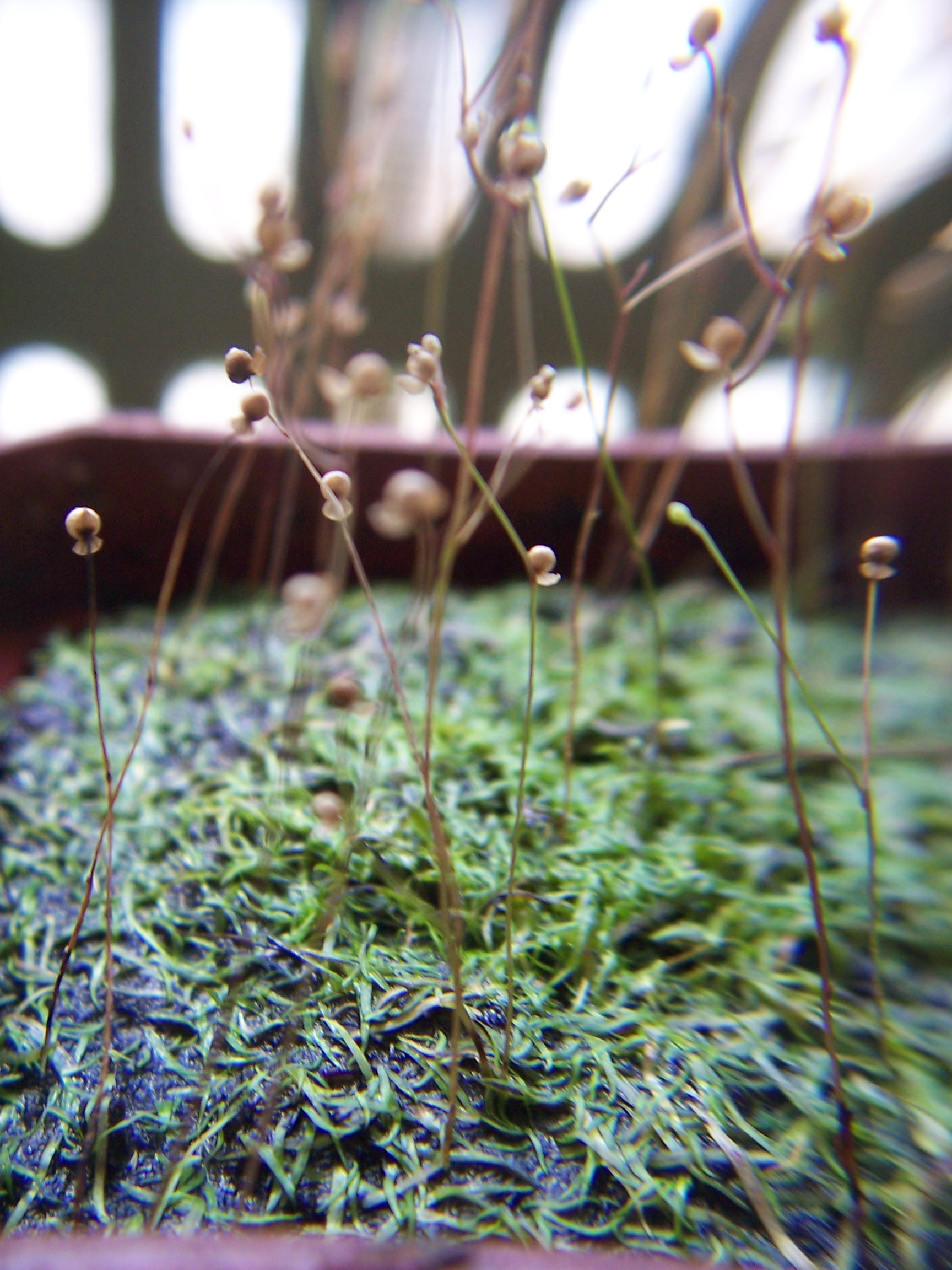
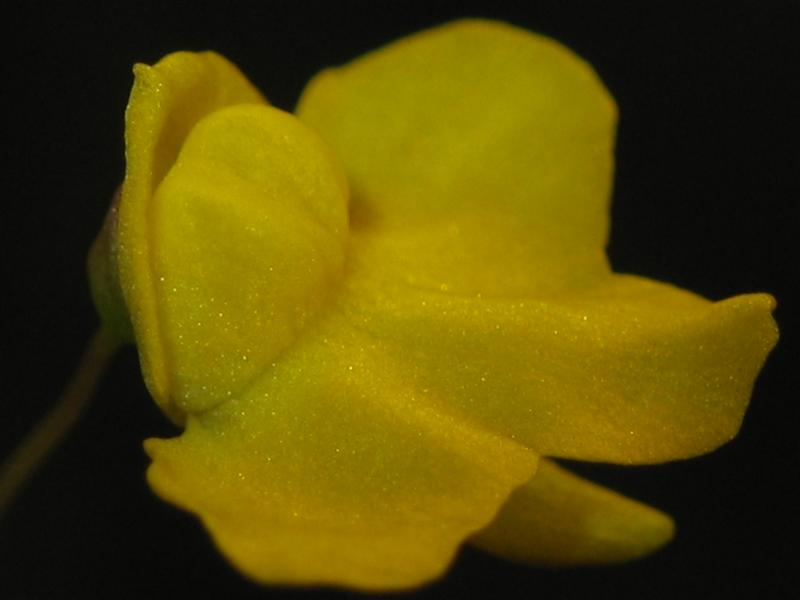
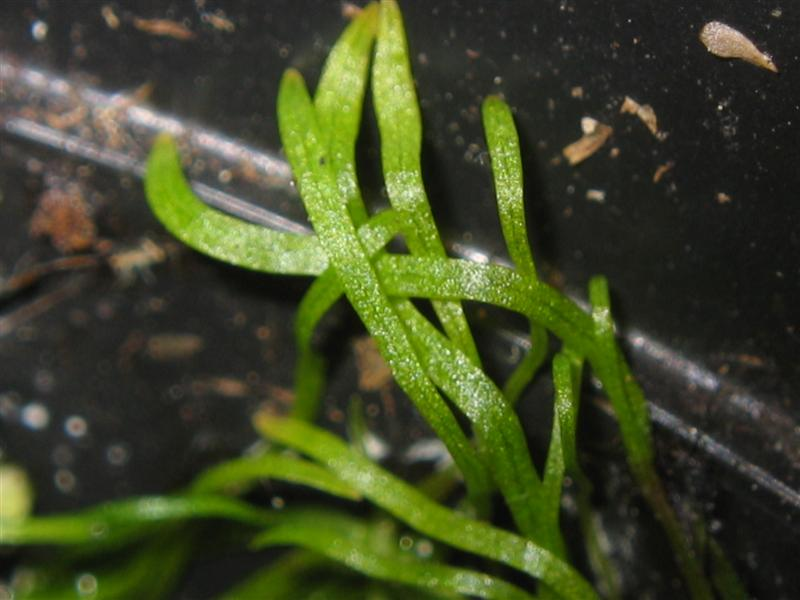
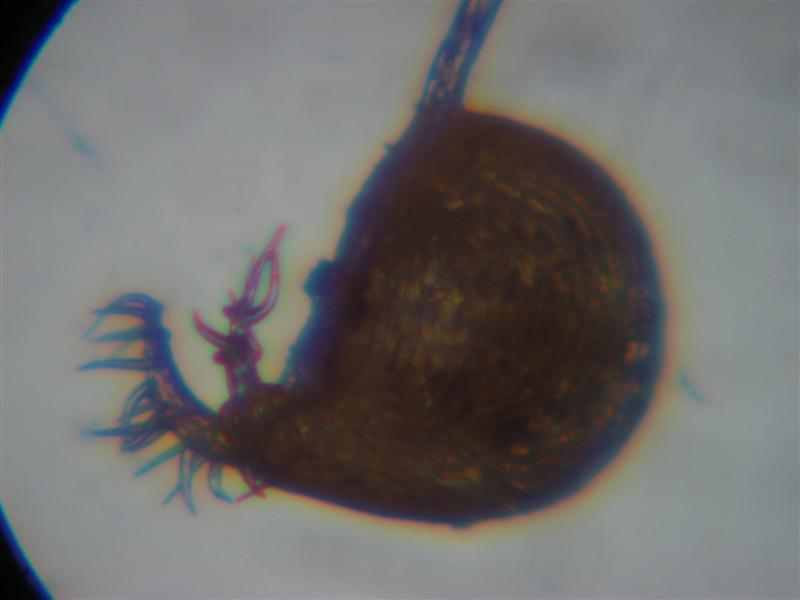